# Benjamin Corgnet
Benjamin Corgnet (Thionville, Francia, 6 de abril de 1987) es un exfutbolista francés que jugaba como centrocampista.

## Carrera

### Inicios
Sus inicios fueron diferentes a los de cualquier futbolista, ya que nunca estuvo en un centro de formación de algún equipo. Los primeros pasos de Corgnet fueron en clubes de aficionados, donde comenzó a destacar en el Campeonato Francés Amateur 2, llamando la atención de algunos equipos de la segunda división francesa.

### Dijon
Ghislain Anselmini, exjugador del Olympique de Lyon, lo recomendó al Dijon FCO, en ese entonces dirigido por Patrice Carteron, quien invitó a Corgnet a probarse en el equipo profesional. Esta prueba tuvo éxito, por lo que el club le ofrece un contrato, pero Corgnet decide esperar hasta obtener su Certificado de técnico superior en óptica, luego de eso, firma su primer contrato como profesional por dos años.
Debutaría profesionalmente el 30 de julio de 2010 frente al Amiens SC en un partido de la Copa de la Liga de Francia que terminarían perdiendo 1-2. Luego debutó en la Ligue 2 el 6 de agosto de 2010 frente al Angers SCO con un empate 0-0. Esa temporada 2010-11 el Dijon conseguiría el ascenso a la Ligue 1 con Corgnet como titular y figura del equipo.
Su primera temporada en primera división no sería muy agradable, aunque jugó en 36 partidos, no pudo evitar el descenso de su equipo, por lo que en la temporada 2012-13 tendría que empezar a luchar en la Ligue 2 para retornar a primera división. Empezó bien, anotando 3 goles en 4 partidos, hasta que en el último día del mercado de transferencias el FC Lorient se haría con sus servicios.

### Lorient
El 4 de septiembre de 2012 el FC Lorient paga 6 millones de euros al Dijon por el pase. Debutaría con las "merluzas" el 16 de septiembre de 2012 frente al Rennes con triunfo como visitante por 1-2, partido válido por la Ligue 1 2012-2013.

### Saint-Étienne
El 10 de julio de 2013 se da a conocer su fichaje por el AS Saint-Étienne. Su primer partido fue contra el AC Ajaccio el 11 de agosto de 2013 con triunfo 0-1. Esa temporada jugaría 26 partidos en Ligue 1 y 3 de Europa League.

## Clubes
| Club                        | País    | Año       |
| --------------------------- | ------- | --------- |
| Dijon F. C. O.              | Francia | 2010-2012 |
| F. C. Lorient               | Francia | 2012-2013 |
| A. S. Saint-Étienne         | Francia | 2013-2017 |
| R. C. Estrasburgo           | Francia | 2017-2020 |
| Bourg-en-Bresse Péronnas 01 | Francia | 2021-2022 |

## Palmarés

### Campeonatos nacionales
| Título                     | Club              | País    | Año  |
| -------------------------- | ----------------- | ------- | ---- |
| Copa de la Liga de Francia | R. C. Estrasburgo | Francia | 2019 |